# Karl Johan Johannessen
Karl Johan Johannessen (Ålesund, 28 aprile 1943) è un ex calciatore norvegese, di ruolo attaccante.

## Carriera

### Club
Johannessen giocò per il Lyn Oslo dal 1967 al 1969. Esordì in squadra in data 31 luglio 1967, segnando una rete nel successo per 1-3 sul Frigg. Diede il proprio contributo per vincere due edizioni della Norgesmesterskapet e un campionato (nel 1968, il Lyn Oslo centrò il double).

### Nazionale
Conta una presenza per la Norvegia. Giocò infatti nel successo per 0-1 sulla Francia, a Strasburgo.

## Palmarès

### Club

#### Competizioni nazionali
- Campionato norvegese: 1

Lyn Oslo: 1968
- Coppa di Norvegia: 2

Lyn Oslo: 1967, 1968